# Sharjah (ciudad)
Sharja ( Archivo de audio "ʃ" no encontrado, en árabe: الشارقة‎, ash-Shāriqah) es la capital del emirato homónimo y tercera ciudad más grande y más poblada de los Emiratos Árabes Unidos, formando (junto con Dubái- Sarja - Ajmán) parte de la conurbación metropolitana de Dubái. Se encuentra a lo largo de la costa norte del Golfo Pérsico, en la Península arábiga.

## Historia
Sharjah ha sido gobernado por la dinastía de los Al-Qasimi desde el siglo XVIII. Sarja es la sede del gobierno del emirato de Sarja. La ciudad de Sarja ejerce funciones legales, políticas, militares y económicas con los otros emiratos en el marco de un estado federal, aunque cada emirato tiene jurisdicción sobre algunas funciones, como la aplicación de la ley civil y la provisión y el mantenimiento de las instalaciones locales.

## Economía

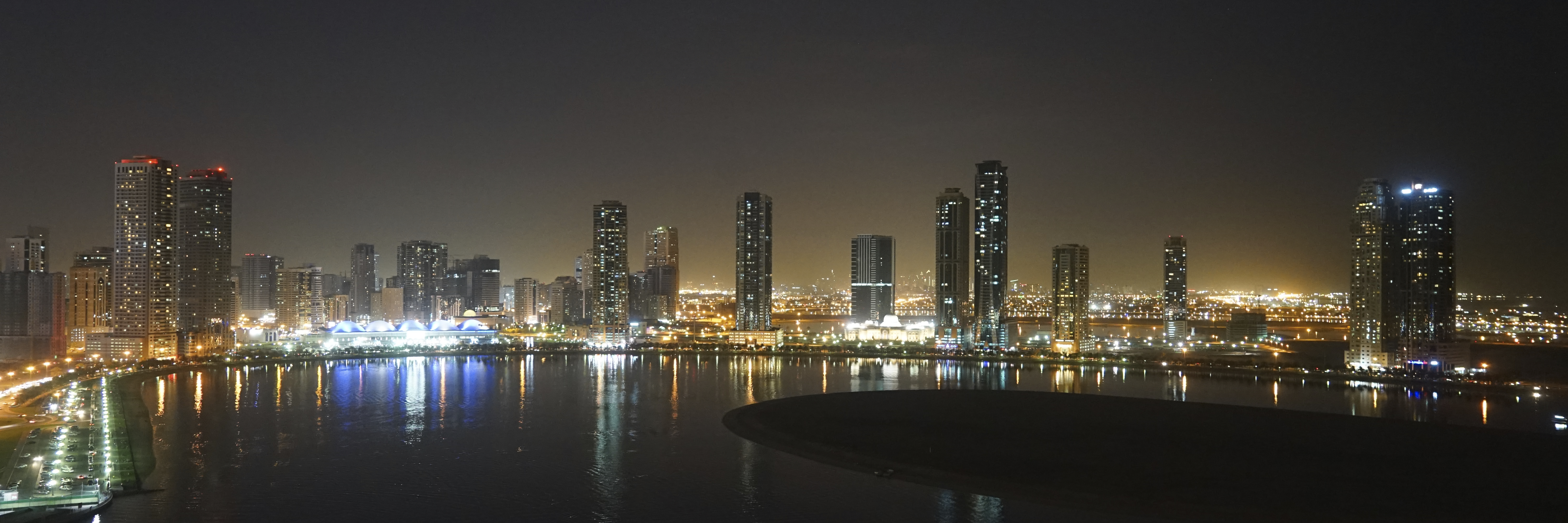
Panorama de la ciudad de Sharjah.

La ciudad es un centro para la cultura y la industria, y solo contribuye al 7,4 % del PIB de los Emiratos Árabes Unidos. La ciudad cubre un área aproximada de 235 km² y tiene una población de más de 800.000 habitantes (2008). 
La venta, consumo o transporte de licores están estrictamente prohibidos en el emirato de Sharjah y son penados por la ley de Sharjah.

### Turismo

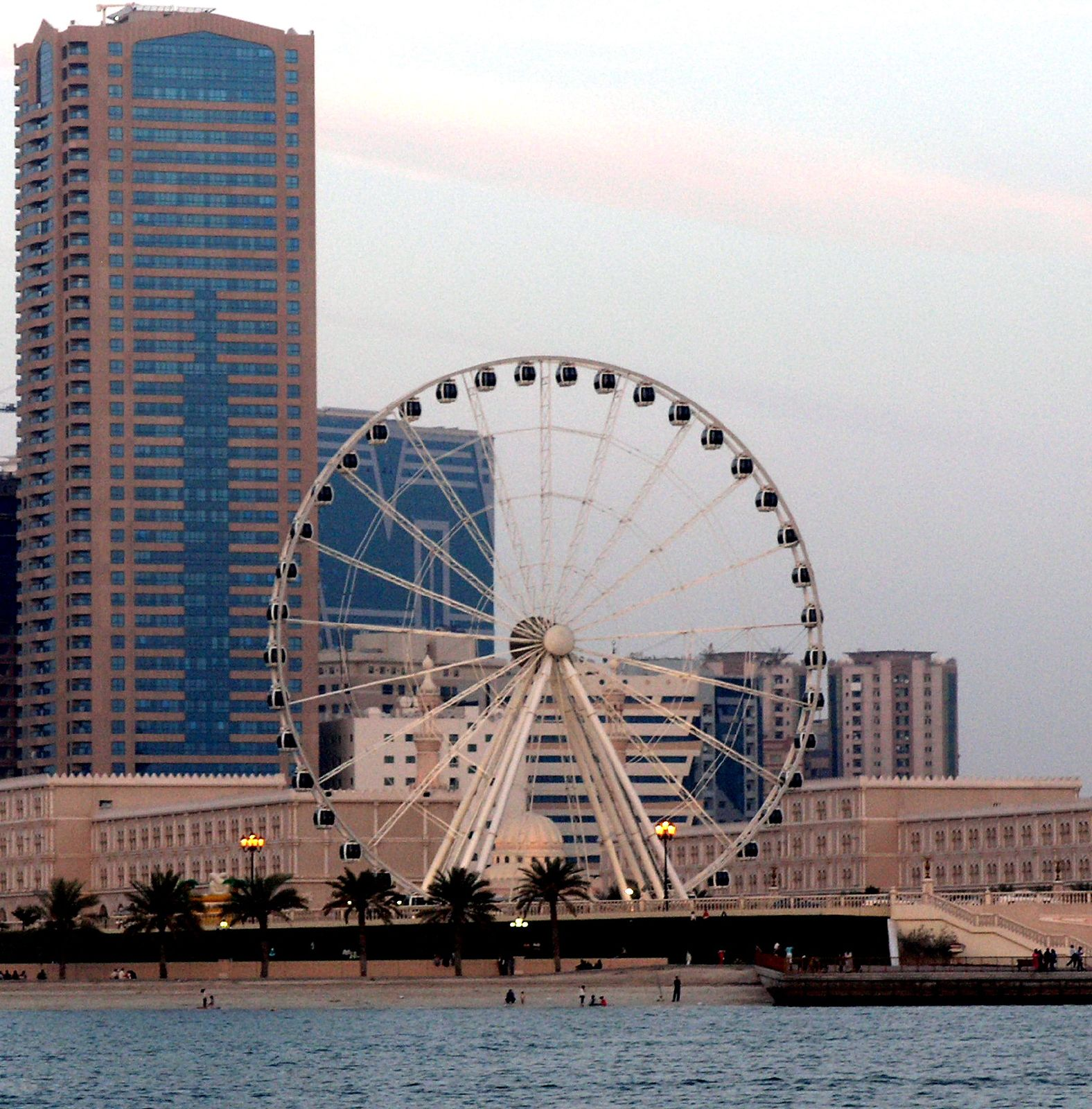
Eye of the Emirates, una construcción que se eleva hasta los de altura, y cuya rueda de Chicago, se encuentra en Al-Qasba.

La ciudad de Sharjah, frente al golfo Pérsico, alberga los principales centros administrativos y comerciales además de una gran variedad de proyectos culturales, incluyendo algunos museos. La ciudad también es notable por sus áreas recreacionales, como el parque de diversiones Al Jazeirah y Al Buheirah Corniche, y sus elegantes mezquitas, lo que la hacen un centro de importancia en el turismo islámico.
El emirato de Sharjah es reconocido como la Capital Cultural de los Emiratos Árabes Unidos. Es famoso por su feria del libro anual. El emir personalmente ha tomado gran interés en este evento, el cual reúne a cientos de casas editoriales de todo el mundo y miles de títulos. En la ciudad se encuentra asimismo la Universidad Americana de Sharjah. Los enlaces de Sharjah con el mundo son el Aeropuerto Internacional de Sharjah y Port Khalid.
En el territorio de Sharjah se pueden encontrar amplios oasis. El más conocido de estos es Dhaid, donde se cultivan una amplia variedad de frutas y vegetales. Khor Fakkan proporciona a Sharjah de un importante puerto en la costa este de los Emiratos Árabes Unidos. 

### Transportes

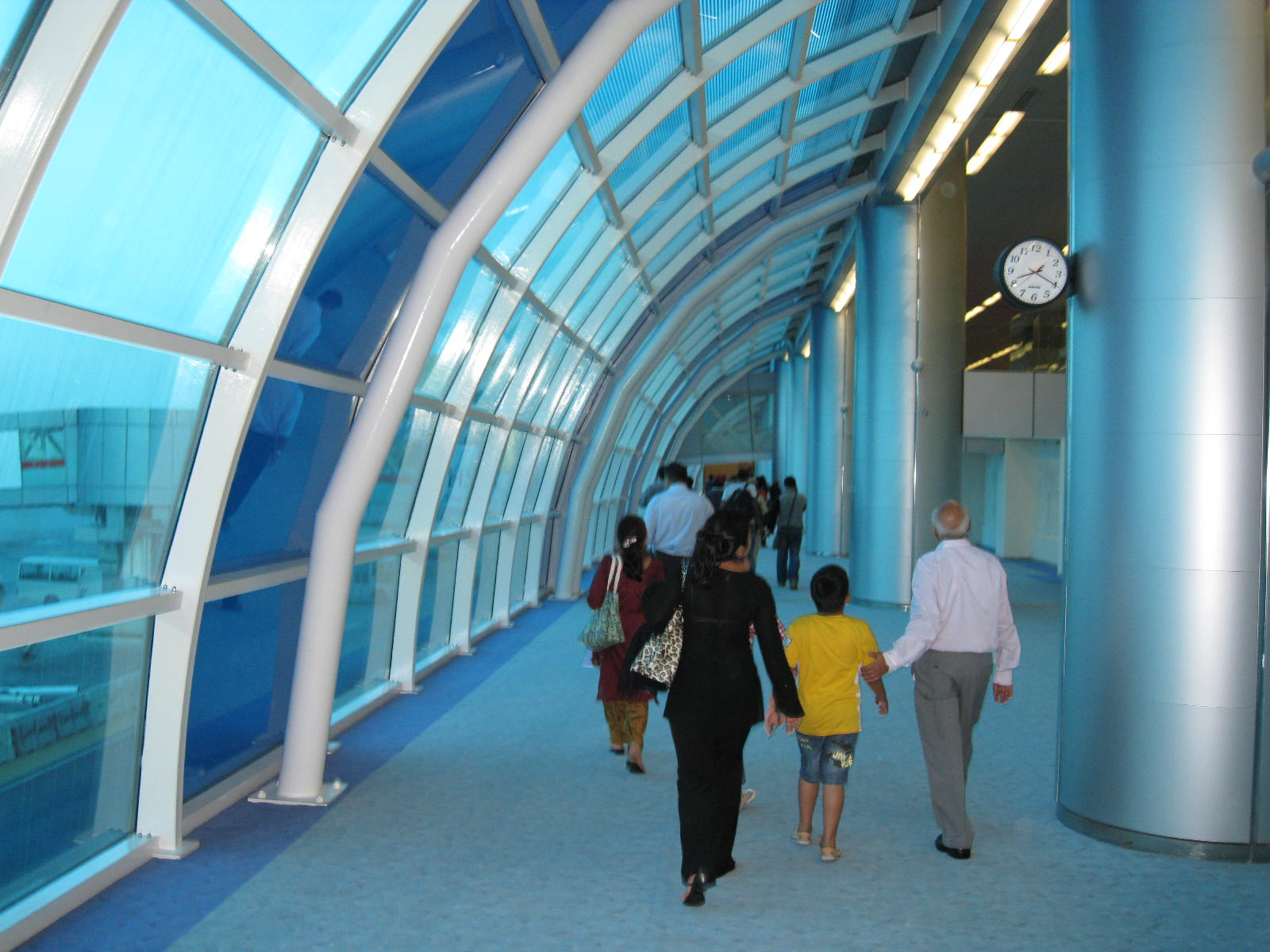
Vista interior del aeropuerto internacional de Sharjah.

El papel del sistema de transporte público de Sharjah (organizado en la empresa Sharjah  Public Transport Corporation) está dedicado al reforzamiento del uso del sistema público de transporte, haciendo que sus políticas y fines estratégicos se enfoquen hacia soluciones para aligerar el creciente tráfico, proveyendo medios de transporte modernos operados por personal altamente capacitado y profesional, para que sus pasajeros se sientan cómodos, al ser conducidos dentro del emirato de Sharjah o en las rutas interurbanas, además de entre los demás emiratos. El desarrollo de la infraestructura de transporte y de sus servicios conexos para la ciudad de Sharjah son de carácter crítico y son labores de largo plazo.

## Organización territorial
Sharjah tiene jurisdicción sobre la isla Sir Abu Nuáir, y reclama la isla iraní de Abu Musa. Tiene como ciudades hermanas a Dubái y Ajmán, con las que colinda, y se encuentra a unos 170 kilómetros de la capital del país Abu Dabi.

## Clima
Sharjah está en una zona que predominantemente es de clima desértico (según la Clasificación climática de Köppen BWh), con veranos extremadamente calurosos e inviernos tibios. Las lluvias generalmente son de carácter ligero y muy escasas aparte de erráticas, y ocurren casi siempre entre noviembre y mayo. Al menos dos partes de las lluvias caídas durante el año se dan entre los meses de febrero y marzo.
| Parámetros climáticos promedio de Sharjah | Parámetros climáticos promedio de Sharjah | Parámetros climáticos promedio de Sharjah | Parámetros climáticos promedio de Sharjah | Parámetros climáticos promedio de Sharjah | Parámetros climáticos promedio de Sharjah | Parámetros climáticos promedio de Sharjah | Parámetros climáticos promedio de Sharjah | Parámetros climáticos promedio de Sharjah | Parámetros climáticos promedio de Sharjah | Parámetros climáticos promedio de Sharjah | Parámetros climáticos promedio de Sharjah | Parámetros climáticos promedio de Sharjah | Parámetros climáticos promedio de Sharjah |
| Mes                                       | Ene.                                      | Feb.                                      | Mar.                                      | Abr.                                      | May.                                      | Jun.                                      | Jul.                                      | Ago.                                      | Sep.                                      | Oct.                                      | Nov.                                      | Dic.                                      | Anual                                     |
| ----------------------------------------- | ----------------------------------------- | ----------------------------------------- | ----------------------------------------- | ----------------------------------------- | ----------------------------------------- | ----------------------------------------- | ----------------------------------------- | ----------------------------------------- | ----------------------------------------- | ----------------------------------------- | ----------------------------------------- | ----------------------------------------- | ----------------------------------------- |
| Temp. máx. abs. (°C)                      | 32.5                                      | 34.4                                      | 42.1                                      | 43.2                                      | 46.4                                      | 49.2                                      | 47.8                                      | 48.2                                      | 46.0                                      | 41.4                                      | 37.2                                      | 32.8                                      | 49.2                                      |
| Temp. máx. media (°C)                     | 24.2                                      | 25.2                                      | 28.8                                      | 34.0                                      | 38.5                                      | 40.8                                      | 42.2                                      | 41.7                                      | 39.8                                      | 36.0                                      | 30.9                                      | 26.2                                      | 34                                        |
| Temp. media (°C)                          | 17.6                                      | 18.5                                      | 21.5                                      | 25.7                                      | 29.7                                      | 32.1                                      | 34.2                                      | 33.8                                      | 31.2                                      | 27.8                                      | 23.1                                      | 19.4                                      | 26.2                                      |
| Temp. mín. media (°C)                     | 12.1                                      | 12.7                                      | 15.3                                      | 18.3                                      | 21.9                                      | 24.6                                      | 27.5                                      | 27.7                                      | 24.3                                      | 20.6                                      | 16.4                                      | 13.5                                      | 19.6                                      |
| Temp. mín. abs. (°C)                      | 3.4                                       | 2.5                                       | 8.3                                       | 10.9                                      | 13.0                                      | 18.3                                      | 21.7                                      | 22.2                                      | 18.5                                      | 13.3                                      | 9.2                                       | 5.0                                       | 2.5                                       |
| Precipitación total (mm)                  | 9.5                                       | 34.8                                      | 33.0                                      | 7.5                                       | 1.4                                       | 0.0                                       | 0.1                                       | 0.0                                       | 0.0                                       | 0.0                                       | 5.1                                       | 15.5                                      | 106.9                                     |
| Días de precipitaciones (≥ 0.2 mm)        | 1.5                                       | 3.3                                       | 4.0                                       | 1.2                                       | 0.1                                       | 0.0                                       | 0.1                                       | 0.1                                       | 0.0                                       | 0.0                                       | 0.4                                       | 2.0                                       | 12.7                                      |
| Horas de sol                              | 244.9                                     | 226.8                                     | 257.3                                     | 294.0                                     | 350.3                                     | 348.0                                     | 331.7                                     | 325.5                                     | 306.0                                     | 300.7                                     | 276.0                                     | 244.9                                     | 3506.1                                    |
| Humedad relativa (%)                      | 69.0                                      | 68.0                                      | 64.0                                      | 56.0                                      | 51.0                                      | 56.0                                      | 54.0                                      | 57.0                                      | 62.0                                      | 64.0                                      | 64.0                                      | 69.0                                      | 61.2                                      |
| Fuente: NOAA (1977–1991)                  |                                           |                                           |                                           |                                           |                                           |                                           |                                           |                                           |                                           |                                           |                                           |                                           |                                           |